# Gaocheng (häradshuvudort i Kina, Sichuan Sheng, lat 29,99, long 100,27)
Gaocheng (kinesiska: 高城, 理塘, 高城镇) är en häradshuvudort i Kina. Den ligger i provinsen Sichuan, i den sydvästra delen av landet, omkring 370 kilometer väster om provinshuvudstaden Chengdu. Antalet invånare är 26 478. Befolkningen består av 12 154 kvinnor och 14 324 män. Barn under 15 år utgör 18,0 %, vuxna 15-64 år 76 %, och äldre över 65 år 4,0 %.
Runt Gaocheng är det mycket glesbefolkat, med 3 invånare per kvadratkilometer. Det finns inga andra samhällen i närheten. Trakten runt Gaocheng består i huvudsak av gräsmarker.
Genomsnittlig årsnederbörd är 907 millimeter. Den regnigaste månaden är juli, med i genomsnitt 228 mm nederbörd, och den torraste är november, med 1 mm nederbörd.